# 施瓦茨河 (比伯河支流)
50°9′37.89″N 9°19′31.45″E / 50.1605250°N 9.3254028°E

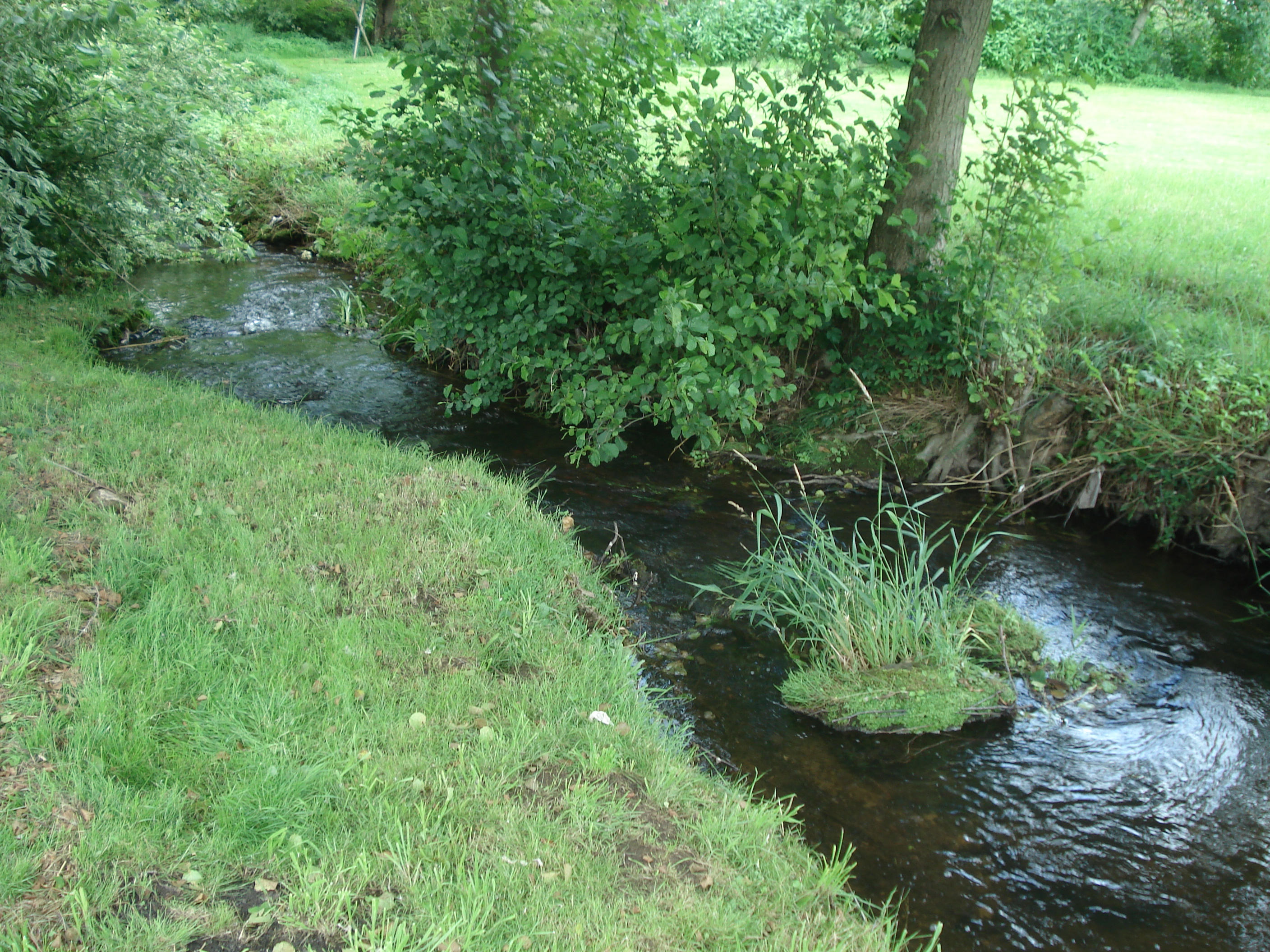

施瓦茨河（德語：Schwarzbach），是德國的河流，位於該國中部，由黑森州負責管轄，屬於比伯河的左支流，流經美因-金齊希縣，河道全長3.4公里，流域面積8.3平方公里。